# Miguel Lourenço
Pour les articles homonymes, voir Lourenço.
Miguel Lourenço est un footballeur portugais né le 7 février 1920. Il évoluait au poste d'attaquant.

## Biographie

### En club
Il évolue au Benfica Lisbonne de 1939 à 1942. L'équipe lisboète remporte notamment la Coupe du Portugal en 1940 même si Lourenço ne joue pas la finale contre le CF Belenenses,.
En 1944, il signe au GD Estoril-Praia avec lequel il dispute 8 saisons,.
Il dispute au total 158 matchs pour 84 buts marqués en première division portugaise,.

### En équipe nationale
International portugais, il reçoit deux sélections pour un but marqué en équipe du Portugal entre 1946 et 1949.
Le 16 juin 1946, il joue contre l'Irlande (victoire 3-1 à Oeiras).
Le 27 février 1949, il joue et marque un but contre l'Italie (défaite 1-4 à Gênes).

## Palmarès
Avec le Benfica Lisbonne :
- Vainqueur de la Coupe du Portugal en 1940
- Champion de Lisbonne en 1940 et 1941